# Shenzhen Center
Das Shenzhen Center, auch Shenzhen Gemdale Tower 1 oder Gemdale Gangxia Tower 1, an der Jintian Road ist mit 376 Metern einer der höchsten Wolkenkratzer in Shenzhen (chinesisch 深圳市, Pinyin Shēnzhèn Shì) werden. Baubeginn war 2012, die Fertigstellung erfolgte im Jahr 2021. Er ist der höchste Wolkenkratzer des Gemdale Gangxia Komplexes, der ein weiteres Hochhaus mit einer Höhe von 180 Metern beinhaltet.